# David Mitchell (Fußballspieler, 1990)
David Mitchell (* 4. April 1990 in Irvine) ist ein schottischer Fußballtorhüter, der bei Ayr United in der Scottish Championship unter Vertrag steht.

## Karriere
David Mitchell wurde in Irvine, etwa 20 km nördlich von Ayr geboren. Mitchell begann seine Karriere bei Ayr United, aber nachdem er nicht in der ersten Mannschaft gespielt hatte, wechselte er im Juli 2009 auf Leihbasis zum FC Stranraer. Im Juni 2010 wechselte dauerhaft nach Stranraer. Der Torhüter war Teil der erfolgreichen Mannschaft des Vereins im Jahr 2012, die zunächst gegen die Albion Rovers in den Play-offs verloren hatte, aufgrund des Zwangsabstiegs der Glasgow Rangers jedoch in die dritte Liga aufstieg. 2014 und 2015 scheiterte Stranraer knapp am Aufstieg in die 2. Liga, als es in den Aufstieg-Play-offs gegen Forfar Athletic und Dunfermline Athletic Niederlagen gab. Mitchell war dabei stetig Stammtorhüter der „Blues“.
In der Sommerpause 2015 wechselte Mitchell zum Erstligisten FC Dundee. Sein Debüt gab er erst im März 2016 im Dundee Derby gegen Dundee United, als er nach einer Roten Karte für Scott Bain eingewechselt wurde. Er verließ Dundee am Ende der Saison 2016/17, nachdem er in zwei Jahren hinter Bain Ersatztorhüter war. In dem Zweitligisten FC Falkirk fand er einen neuen Verein. In der ersten Saison war er zweiter Torhüter hinter Robbie Thomson und kam nur einmal in der Liga zum Einsatz. Thomson wechselte nach der Saison zu den Raith Rovers, woraufhin es eine Vakanz im Tor um die neue „Nummer 1“ gab. In der Saison 2018/19 duellierten sich gleich drei Torhüter um den Platz. Neben Mitchell waren dies Leo Fasan und Harry Burgoyne. Dabei kamen alle auf die ungefähr gleichen Einsätze. Danach wechselte Mitchell zum Drittligisten FC Clyde, bevor es zwei Jahre später zu Hibernian Edinburgh in die Scottish Premiership ging.